# Ashland, Oregon

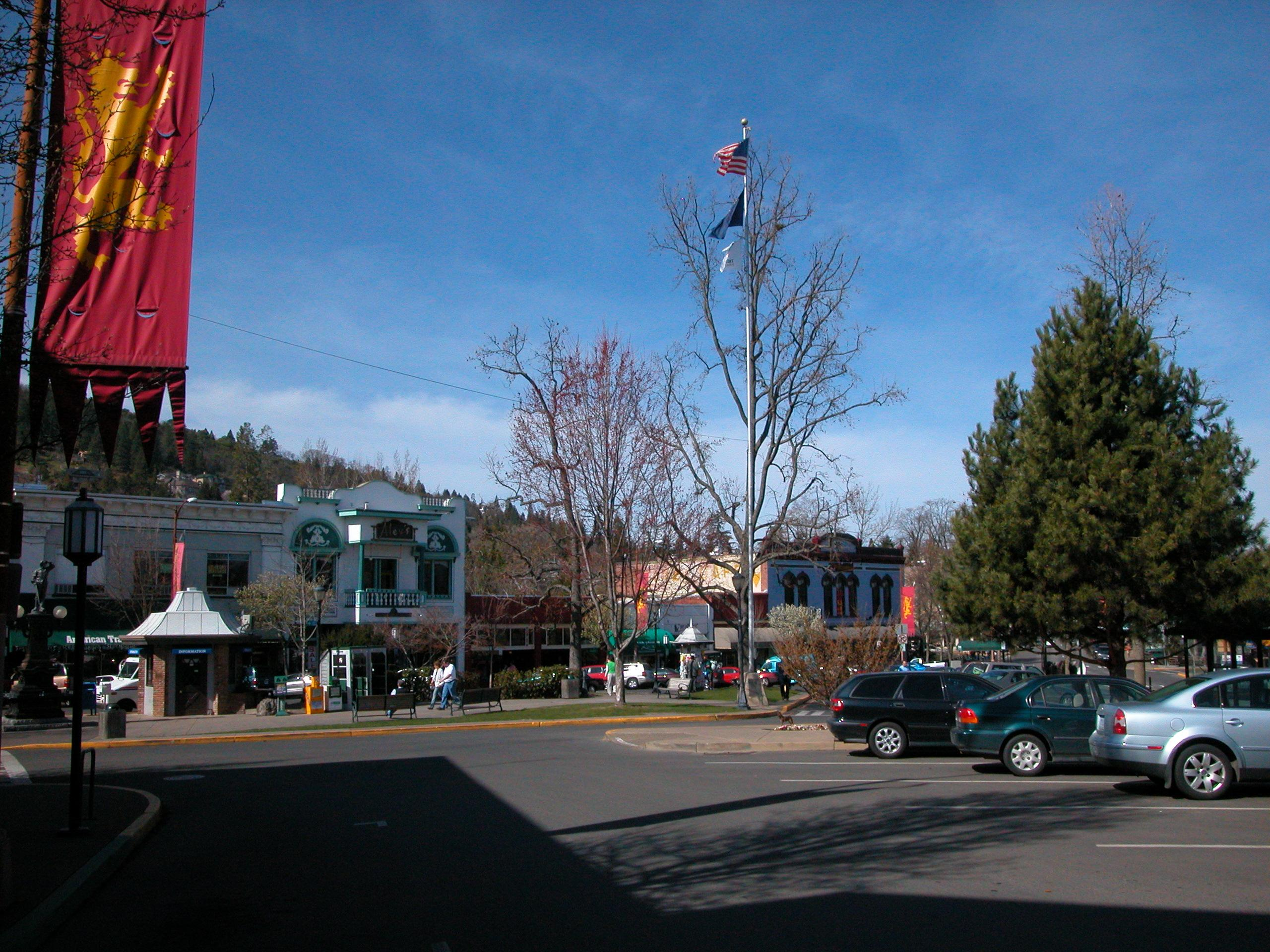
Ashland, Oregon.

Ashland är en stad i Jackson County i delstaten Oregon, USA med 21 430 invånare (2006). Den grundades på 1850-talet som Ashland Mills efter att ett sågverk och en kvarn hade byggts vid vattendraget Mill Creek.
Under slutet av 1800-talet ökade dess betydelse på grund av läget vid Siskiyouleden mellan Oregon och Kalifornien. Nybyggare kom förbi med sina vagnar liksom  diligensen och senare även 
Southern Pacific Railroads järnvägslinje mellan Sacramento och Portland. Staden förlorade sin betydelse på 1930-talet när nya järnvägslinjer byggdes och är nu främst ett turistmål och pensionärssamhälle.